# Усмат
Усмат (узб. Oʻsmat / Ўсмат) — городской посёлок (с 1990-х годов), административный центр Бахмальского района Джизакской области Узбекистана.

## География
Расположен у подножья Туркестанского хребта на берегу реки Ширасай, в 35 км от железнодорожной станции Галляарал (на линии Самарканд — Джизак).

## Население
| 1979 | 1989 |
| ---- | ---- |
| 3109 | 4662 |